# Nokia 2600

Nokia 2600 este un telefon mobil produs de Nokia. Este disponibil în culorile Iron Blue și Tree Green. Nokia 2600 s-a vândut în 135 de milioane de bucăți.
Ecranul are diagonala de 1.5 țoli cu rezoluția de 128 x 128 pixeli care suportă până la 4096 de culori.
Agenda permite stocarea până la 200 de contacte și până la 250 de contacte pe cartela SIM
Jocurile preinstalate sunt Mobile Soccer, Bounce și Nature Park. Memoria internă este de 4 MB.
Bateria oferă până la 3 ore de convorbire și până la 10 zile în stand-by.